# شهرستان گرمی
شهرستان گِرمی یکی از شهرستان‌های استان اردبیل ایران است. مرکز این شهرستان، شهر گرمی است. این شهرستان در شمال غربی کشور و شمال استان اردبیل بین ۳۸ درجه و ۵۰ دقیقه تا ۳۹ درجه و ۱۰ دقیقه عرض شمالی از خط استوا و ۴۷ درجه و ۲۵ دقیقه تا ۴۸ درجه و ۱۲ دقیقه طول شرقی از نصف النهار گرینویچ واقع شده است. این شهر جزئی از قلمرو مشگین‌شهر بود و از سال ۱۳۵۵ با جدایی شهرستان مغان از شهرستان مشگین‌شهر به مرکز شهرستان تبدیل شد. شهرستان گرمی تا سال ۱۳۷۳ تابع استان آذربایجان شرقی بود که بعد از استان شدن اردبیل، این شهرستان جز استان اردبیل تلقی گردید که بعد از این تاریخ این شهرستان هر روز پسرفت شدیدی را تجربه کرد که حتی آب آشامیدنی با تانکر به این شهرستان حمل می‌شد، که نه تنها از سال ۱۳۷۳ شهرستان گرمی رشد جمعیتی، اقتصادی، اجتماعی، شهری و روستایی نداشته؛ بلکه از لحاظ توسعه یافتگی جز شهرهای محروم و با عدم امکانات تلقی می‌گردد.
مساحت شهرستان گرمی (مغان) ۲۷۹۳ کیلومتر مربع می‌باشد که معادل سی و دو درصد مساحت کل مغان و ۸/۶ درصد مساحت استان اردبیل می‌باشد.

## تاریخچه و نام گذاری

### نام گذاری
واژهٔ گرمی از کلمهٔ ایگیریمی یعنی بیست گرفته شده است. اگر از ارتفاعات به گرمی نگاه کنی خواهی دید که همچون کاسه ای است که فقط یک ورودی و یک خروجی دارد. بر اساس اطلاعات ارائه شده در تحقیق دانشگاه آکسفورد، نوشته لویس ژرمن، ریشه نام گذاری گرمی به اعتقاد برخی از واژه گئرامنه گرفته شده است که به معنی چند عشیره که دارای چراگاه مشترک می‌باشند و به رئیس آنان گئرامنی می‌گفتند. تعداد دیگری اعتقاد دارند این شهر در زمان بابک خرمدین بذ یا بذین داشته است و محل آن را بین محله قلعه باشی و روستای اله درق می‌دانند وقلعه دئیو قالاسی را قلعه بذ می‌دانند. برخی از مورخان معتقدند این خطه از قدیم محل زندگی چند زنتو از پارت‌ها بوده و واژه گئرمی در گویش پارت‌ها یک واژه مقدس بوده و وجود گورهای خمره‌ای را دلیل می‌آورند. مورخان و محققان دیگری معتقدند این واژه از واژه‌های سومری بوده و از دو قسمت «گئر» و «می» تشکیل شده است گئر به معنی آبادی و جای مشخص یا خانه و می به‌معنی قوانین آسمانی پس گئرمی یعنی خانه قوانین و دستورهای آسمانی. قدیمی‌ترن طایفه ساکن در دوران متأخر گرمی مربوط به طایفه حسنلو است. این طایفه از نوادگان اوزون حسن هستند که بعد از شکست از شاه عباس صفوی در نقاط مختلف آذربایجان پخش شده‌اند.
با این حال محقق دیگری که در زبان‌های اطراف گرمی و زبان‌ها باستانی ایران تحقیق کرده است، مدعی است بر اساس شواهدی از بناهای تاریخی و کتیبه‌ها و نظایر آن باقیمانده است، نام گرمی واژه‌ای احتمالاً با ریشه اوستایی و فارسی باستان است که از دو قسمت «گئر» که تغییر یافته و خلاصه شده «آگئر» به معنی آتش و آتشکده و «می» که خلاصه شده و تغییر یافته میترا به معنی خورشید می‌باشد، تشکیل شده است. یکی از استنادات وی نوشته استرابون (۶۲ ق. م تا ۱۹ م) در رساله جغرافیا کتاب ۱۵، کرده – ۳، بند ۱۳ می‌باشد که در وصف طایفه مغان می‌نویسد: «در آنجا هم چنین آتشکده‌ها وجود دارد، بناهای غریبی که در میانشان آدریانی قرار دارد که از خاکستر انباشته است و در آنجا مغان پاسدار آتشی هستند که هرگز خاموش نمی‌شود.» هر چند مطلب فوق در مورد کاپادوکیه است که هم‌اکنون در ترکیه قرار دارد اما چون وصف رفتار طایفه مغان است می‌تواند برای سایر تحقیقات تاریخی نیز مستند قرار گیرد. او محل‌های انباشته از خاکستر، وجود ۳ تپه گرد که بی شباهت به کاپادوکیه نیستند، تداوم جنگل‌های تالش و رسیدن آن به شهر گرمی که منابع چوب و هیزم را به راحتی فراهم می‌کند و قرار داشتن صخره سنگی در میان دو رود را که برپایی آتش بدون خطر را ممکن می‌ساخته است، جزو شواهد خود عنوان می‌نماید؛ بنابراین کلمه مغان که هم‌اکنون به برکت حاصلخیزی خاک، آب رودهای ارس- دره رود و بالهاری و توسعه‌های صنعتی انجام شده در جلگه مغان، با واژه دشت عجین و همراه شده است، بیش از آن که با مناطق جلگه‌ای مغان ارتباط داشته باشد با مناطق کوهپایه‌ای و شهر گرمی ارتباط دارد، چرا که اغلب رفتارهای مغ‌ها با کوه و کوهپایه سازگارتر است تا دشت.
محقق مزبور همچنین معتقد است با توجه به اینکه حداقل ۷ نقطه در آذربایجان به همین نام شناخته می‌شود که دو مورد از آن‌ها در همین شهرستان (خود شهر گرمی و روستایی چسبیده به بخش انگوت)، سه مورد جمهوری آذربایجان، یک مورد آذربایجان غربی (روستایی در ارومیه)، و یک مورد آذربایجان شرقی (رودخانه‌ای در میانه) به همین نام شناخته می‌شوند، و تشابه اسمی با شهر آذربایجانی‌نشین گرمی (Gremi) در استان کاختی گرجستان باید در این خصوص تحقیق بیشتری صورت گیرد. طبق یافته‌های این فرد طایفه‌ای در جنوب ترکیه زندگی می‌کنند که به نام «گرمی لی اوغلانلاری» شناخته می‌شوند و معتقد است احتمالاً این طایفه در دوره صفوی با ساکنین فعلی این شهر تبادل شده باشند اما حافظه تاریخی مردم شهرستان و اسناد موجود چیزی در این خصوص ارائه نمی‌دهد بنابراین نظریه ارتباط تاریخ کهن گرمی با کاپادوکیه تقویت می‌شود. طایفه مزبور غذایی با برنج درست می‌کنند که «گرمی پلو» نامیده می‌شود و بر همین اساس ممکن است گرمی نام گیاه یا ادویه‌ای باشد.
لازم است ذکر شود که واژه‌های «قرم»، «غرم»، «الغرم»، «القرم» و «قرمی» در کتب تاریخی مختلف که به زبان عربی نگاشته شده‌اند برای شبه جزیره کریمه به کار رفته‌اند و گاهی به اقوام ترک‌زبانی که در این شبه جزیره ساکن هستند نیز به «قرم» و «قرمی» شناخته شده‌اند اما شواهدی برای ارتباط کریمه با شهر گرمی شناسایی نشده است.
با این حال ذکریا ابن محمد قزوینی در کتاب آثار العباد و اخبارالبلاد در وصف مغان می‌نویسد:
«موغان، ولایتی است واسع از آذربایجان. دهات و آبادی دارد. هرکه از اردبیل به تبریز رود، این ولایت در طرف راست او واقع شده، موغان گرمسیر است و باقی آذربایجان سردسیر؛ و ترکمانیه در آن سکونت داشته‌اند به جهت کثرت علوفه و خوشی زمستان و حال تاتار ترکمانیه را از آنجا بیرون کرده و خود آنجا قشلاق می‌کند.»
با توجه به اینکه موطن اصلی تاتارها از کریمه بوده است احتمالاً مهاجران وارد شده از عراق و یمن در قرن دهم هجری همان واژه‌ای را که نویسندگان عرب و ایرانی برای کریمه به صورت قرم- غرم - القرم یا مشابه آن به کار می‌برده‌اند در خصوص تاتارهای ساکن این شهر و این منطقه به کار برده‌اند و به مرور زمان به علت لهجه ترکی- آذربایجانی مردم منطقه واژه به گرمی تغییر یافته است. هرچند پذیرفتن سرنوشت مشابه برای ۷ نقطه جغرافیایی چندان سهل نمی‌نماید.
همچنین این سند ادعایی را که مطرح شده است که زبان ترکی بعد از صفویه و از قرن ۱۰ و ۱۱ هجری در این منطقه رایج شده است رد می‌کند و سابقه آن را حداقل به قرن هفتم هجری و حتی پیش از آن برمی‌گرداند.

### تاریخچه و آثار تاریخی
تاریخ شهر و شهرستان گرمی با تاریخ منطقه مغان و آبادی‌هایی نظیر برزند، باجروان و بذ در هم آمیخته است. متأسفانه اغلب آثار تاریخی موجود شهرستان به درستی حفاظت نشده و در نتیجه تخریب یا از کشور قاچاق شده‌اند. بخشی اندکی از آثار تاریخی کشف شده از این شهرستان در موزه شهر کاشان نگهداری می‌شوند و البته بخش اندک ولی حائز اهمیتی از آثار مکشوفه از آن در موزه کپنهاگ دانمارک نگهداری می‌شود.
تپه باستانی (آغامعلی تپه سی) سند معتبری از پیشینه تاریخی این شهربوده که در ۹ کیلومتری شهر و در نزدیکی روستای (شوکورلو) واقع است. همچنین اولین پارچه بافته شده در ایران در تپه همت روستای سالالا (در مکاتبات دولتی سلاله) از توابع شهرستان گرمی کشف شده که هم‌اکنون در موزه ملی ایران نگهداری می‌شود این پارچه دراصل به رنگ قرمزبوده و دارای زمینه شطرنجی با نشان صلیب شکسته یا همان گردونه خورشید یا گردونه مهر می‌باشد. به تازگی سنگ قبرهای تاریخی در گورستان حفاظت شده روستای آلیله مغان (گئرمی) کشف گردیده این سنگ قبرها مربوط به دوره تیموری، اسلامی دارای نقوش هندسی دوره اسلامی است و آیاتی از قرآن کریم به خطوط نسخ عربی و کوفی بر روی آن‌ها حکاکی شده است. گورستان آلیله باید جزو آثار ثبت ملی شده دانست، قدمت سنگ قبرهای شناسایی شده به ۷۵۰ سال پیش برمی گردد. حالت محرابی و گنبدوار این سنگ‌ها بیانگر این است که سنگ قبرها بر مزار افراد مذهبی و مورد احترام نصب شده‌اند. همچنین قدمت شهرستان گرمی به ۲۵۰ سال قبل از میلاد برمی گردد و در روستاهای رمضانلو، دریامان و پرمهر آثاری از دوره اشکانی کشف شده است.
متأسفانه جز کتاب تاریخ دشت مغان (که بیشتر در خصوص تاریخ معاصر آن مستند است) تحقیق مهمی در تاریخ این شهرستان انجام یا حداقل منتشر نشده است.
این شهر دارای چهار دوره تاریخی آبادانی بوده است که از هم گسسته می‌باشند. یکی قرون کهن و اساطیری است که آثار فراوانی از سنگ حجاری‌ها، نقاشی‌های روی سنگها، ظروف و … از آن‌ها بدست آمده است. از آثار به دست آمده از این دوران چنین برداشت می‌شود که احتمالاً در این دوره صرفاً در حد عبادتگاه و محل اسکان برخی از کاهنان و سربازان و احتمالاً محل نگهداری گنج‌ها و ذخایر از این شهر استفاده می‌شده است و جمعیت قابل توجهی در آن ساکن نبوده است. از شخصیت‌های اساطیری منطقه از فردی به نام دئوتامورث (تهمورث دیو) یاد می‌شود که گویا بسیار قوی هیکل و نیرومند بوده است و طبق افسانه‌ها زیر کوه سیفار گیر افتاده است اما زنده است. این افسانه نیز ارتباط تاریخ گرمی با کاپادوکیه و مغان را نزدیک تر و قوی تر می‌نماید چرا که کاپگادوکیه نیز متشکل از تونل‌های زیر زمینی بوده است که مردم تا سال‌ها در آن می‌توانسته‌اند پنهان شوند.
دوره دوم مربوط به دوران اشکانیان و ساسانیان است. در این دوره بناهای زیادی در اطراف شهر ایجاد شده است که یکی از مهم‌ترین آثار این دوره بنای قیز قلعه سی می‌باشد که در فاصله ۱۵ کیلومتری شمال شهر و در کنار جاده گرمی به بیله سوار و نزدیک بخش انجیرلو واقع شده است اما هم‌اکنون از نظر تقسیمات کشوری جزو شهرستان بیله سوار است. اثر دیگر قلعه برزند واقع در دهستان برزند است که متأسفانه از آن نیز مراقبت خاصی نشده است. از این قلعه در جنگ‌های اشعث کندی در آذربایجان و نیز جنگ افشین با بابک خرمدین یاد شده است و نقش مهمی داشته است. همچنین کاریز (قنات) لنگان از آثار باقی‌مانده از دوران ساسانی است.
طبق کتاب دانش نامه ایران و اسلام، از زمان‌های بسیار قدیم اقوامی در سرزمین مغان سکنی گزیده‌اند که ایرانیان به ایشان آلان یا آلانی گفته‌اند و این کلمه را در زبان اروپایی قدیم مخصوصاً در یونانی آلبان و سرزمین آن‌ها را آلبانیا ضبط کرده‌اند. در زمان‌های بعد آران را شامل سرزمینی که در میان شروان و آذربایجان ایران بوده است می‌دانستند. به‌طور کلی نام آلان‌ها از آغاز قرن اول میلادی در تاریخ ذکر شده است.
سعید نفیسی نام قدیمی مغان را آموکان می‌داند، او در بخش معرفی سرزمین آلانیان و مردم آن دیار می‌نویسد:
«پای تازیان در سرزمین آران در خلافت عثمان بن عفان (۳۵–۲۳ هجری) باز شد. پیش از این خاندانی از آلانیان در این سرزمین پادشاهی داشتند که منقرض شده بودند. این خاندان را در این دوره آلانشاه یا ایرانشاه خوانده‌اند. منطقه مغان نیز در این دوره به عنوان منطقه‌ای مستقل و تحت فرمانروای خاندان آموکان شاه اداره می‌شده است. آموکان نام کهن موقان (مغان) است که اکنون به غلط موغان یا مغان نوشته می‌شود.»
دوره سوم دوره اسلامی میانه است در این دو دوره نیز ظاهراً گرمی در حد بازار و محل استقرار برخی صنایع مطرح بوده است. در این دوره مورخین، جغرافی دانان و نویسندگان متعددی نظیر ابن خردادبه، ابن فقیه، اصطخری و بلاذری از منطقه «موقان» یاد کرده‌اند که منطقه وسیعی را شامل می‌شده است به نحوی که از شرق به دریای خزر و از جنوب به اردبیل و از غرب به تبریز منتهی می‌شده است.
بلاذری در کتاب معجم البدان صفحه ۱۸۶ از دو شهر تبریز و موقان آذربایجان یاد می‌کند که بعد از جنگ‌های سال‌های ۲۲–۲۵ هجری شمسی که بین نیروهای اسفندیار و سپس بهرام با اعراب درگرفته است طبق صلح حذیفه صلح کرده‌اند و اشعث کندی به امارت آذربایجان منصوب شده و مقرر شده است ۱۰۰هزار درهم خراج جمع‌آوری و ارسال نماید. سپس او در روایت جنگ‌های سبکری و دیسم در سال ۳۰۶ هجری دوباره از موقان یاد می‌کند که سبکری به آنجا فرار کرده است. سپس او در شرح نهضت مستجیر بالله دوباره از موقان یاد می‌کند که نعیمی (وزیر جستان بن سالار) مستجیر بالله را به آنجا دعوت می‌کند.
ابن خردادبه در صفحه ۱۷ کتاب المسالک والممالک زمانی که از حاکمان و پادشاهان نواحی مختلف نظیر کابل- کرمان- خراسان- آذربایجان و… یاد می‌کند از فردی به نام اللان شاه به عنوان پادشاه و حاکم موقان (مغان) یاد می‌نماید. سپس در صفحه ۱۱۹ در فهرست شهرهای آذربایجان بعد از یاد کردن از مراغه، میانه، اردبیل، تبریز، خوی و سلماس از موقان و برزند یاد می‌نماید. او در صفحه ۱۲۰ مسیر راه دینور به برزند شرح داده فاصله اردبیل تا موقان را ۱۰ فرسخ اعلام می‌نماید بر اساس این مسافت در تعیین و تطابق شهر موقان با شهرها و روستاهای فعلی استان و منطقه مغان دچار مشکل می‌شویم به خصوص که در صفحه ۲۱۳ فاصله اردبیل تا موقان را ۴ فرسخ اعلام می‌نماید. اما وقتی مسافت‌های مختلف نظیر تبریز-مرند را تطابق می‌دهیم (۱۰ فرسخ که الان حدود ۷۱ کیلومتر است یا وقتی که فاصله اردبیل تا نیر را (که در المسالک خردادبه ۵ فرسخ درج شده و فاصله شهر فعلی نیر تا اردبیل ۳۹ کیلومتر است) تطبیق می‌دهیم؛ متوجه می‌شویم مسافتها تقریباً دقیق هستند. مسئله از آنجا ناشی می‌شود که سابقاً و قبل از عهد نامه‌های ترکمانچای و گلستان مسیر موقان به اردبیل مثل الان نبوده و تقریباً از مسیر خطی بوده است که شهرهای فعلی نمین و گرمی را در روی نقشه به هم وصل می‌کند. در این مسیر مسافت گرمی (و شاید هم روستای موغان که در ۶ کیلومتری جنوب گرمی و در کنار جاده قدیم اردبیل- مغان قرار دارد) تا اردبیل حدود ۷۷ کیلومتر است که با روایت ابن خردادبه تطابق دارد بنابراین می‌توان نتیجه گرفت موقان یا موغان همان شهر گرمی کنونی است. این مسیر به صورت دیرینه‌ای مسیر مراودات شهرهای اردبیل و خصوصاً نمین و عنبران با گرمی بوده است.
ابن فقیه ۴ بار از جمله در صفحه ۵۸۲ و زمانی که از شهرهای آذربایجان یاد می‌کند از موقان و برزند به عنوان شهرهایی در سرحد آذربایجان و گیلان، نام می‌برد.
برخی مورخین زمین‌های غرب خزر را موغان دانسته‌اند؛ و این نشان می‌دهد گستره و اهمیت تاریخی منطقه مغان بسیار بیشتر از اکنون آن بوده است.
مقدسی در احسن التقاسیم فی معرفه الاقالیم از موقان و برزند به عنوان توابع اردبیل یاد می‌کند.
حمدالله مستوفی تاریخ‌نگار قرن هشتم هجری در ذکر دیار آران موغان [در گویش آذربایجانی آران به معنای قشلاق و گرمسیر و دشت تعبیر می‌شود] می‌نویسد: «هوایش گرمسیر است و به عفونت مایل و حدودش با ولایات ارمن، شیروان، آذربایجان و دریای خزر پیوسته است. حقوق دیوانیش در عهد اتابکان زیاد از ۳۰۰ تومان این زمان بوده است و اکنون ۳۰ تومان و ۳۰۰۰ دینار است [یعنی ۳۰۳۰۰۰ دینار جمعا] که بر روی دفتر آمده.» مستوفی، باجروان [دهی در شهرستان ایمیشلی جمهوری آذربایجان] و برزند [که هم‌اکنون از توابع شهرستان گرمی است] را دیه‌های معمور نوشته و می‌گوید: «برزند هوایش به گرمی مایل است و حاصلش غله می‌باشد.»

### دور جدید و ترکیب طوایف
تاریخچه پیدایش شهر گرمی در عصر جدید حیات آن به حدود سال ۹۰۰ هجری قمری و دوران صفوی بازمی‌گردد که ۵ طایفه شیعه (اردوخانلو (از ایل اصانلو و ایل قاجار که از قزلباش‌های صفوی بودند)، حسنلو، آخونلو، کوچری لو، صحبتلو) از مناطق مختلف ایران، یمن، کوفه و شمال شرق ترکیه به این منطقه مهاجرت داده شده و مدت زمان طولانی در آن ساکن شدند. سپس مهاجرانی از جمهوری آذربایجان فعلی (چیروون‌ها)، نمین، اردبیل، تبریز و سایر نواحی به آن اضافه شدند که کالبد فعلی را شکل داد. در طی این دوره اهالی گرمی در نتیجه درگیری‌هایی که با طوایف اطراف از جمله شاهسون‌ها و طایفه آلارلو جهت حفظ زمین‌های خود داشتند، برخی روستاها از جمله رحیملو (توسط طایفه اردوخانلو)، چلک، شکراب، روستای تنگ، ساری درق، مغوان، آرانچی و ایلخچی را ایجاد نمودند. البته بعدها در زمان تشکیل روستاهای جدید، برخی طوایف ساکن گرمی به این روستاها کوچ کردند.
طایفه اردوخانلو جزو ایل قاجار بودند که از پیروان طریقت صفوی بوده و از زمان شیخ صدرالدین موسی پسر شیخ صفی الدین اردبیلی جزو مریدان این طریقت محسوب می‌شوند، که در فعالیت‌های نظامی و جهادها، همراه رهبران طریقت بوده و در به قدرت رسیدن شاه اسماعیل و تاجگذاری وی در تبریز فعالیت‌های چشمگیری داشتند. آنها جزو قزلباش‌هایی بودند که در دشت چالدران حضور داشته و بسیاری از افرادشان را در جنگ از دست دادند، و به همین دلیل با گذشت زمان و پس از فوت شاه اسماعیل از قدرت کناره‌گیری کردند و به فعالیت‌های اقتصادی و کشاورزی پرداختند.
ایل قاجار یکی از هفت ایل اصلی ترکمان قزلباش بود که در زمان صفویه از آناتولی و شام به ایران مهاجرت کرده و شاه اسماعیل به یاری توان نظامی آنها سلسله صفویه را بنیان نهاد. امیر تیمور گورکانی پس از لشکر کشی به آسیای صغیر و شام در سال ۸۰۳ (قمری) هنگامی که به ایران بازمی‌گشت، جمعی از طوایف ترکمان را که در شام و ارمنستان و آسیای صغیر به سر می‌بردند، با خود به ایران آورد، که طوایف روملو و شاملو و قاجار از آن جمله بودند. از طایفه قاجار جمعی به ترکستان بازگشتند و گروهی در اطراف شهرهای گنجه و ایروان و حدود قره‌باغ مسکن گرفتند.
هنگامی که شاه اسماعیل یکم، در آغاز کار خویش، از لاهیجان به آذربایجان آمد و به جمع‌آوری مرید پرداخت، گروهی از سران طایفه قاجار نیز به او پیوستند و در زمره صوفیان قزلباش داخل شدند، و در دوران پادشاهی صفویه به مقامات و منصب‌های عالی رسیدند.
شاه عباس یکم این طایفه را به سه قسمت تقسیم کرد. گروهی را به نواحی مرو و شمال خراسان فرستاد، تا در برابر حمله ازبکان و ترکمانان سدی باشد. گروه دیگر را در حدود قره باغ و شمال رود ارس، در مقابل طوایف لزگی گذاشت (که طایفه اردوخانلو از این دسته هستند)، و دسته سوم را در گرگان مسکن داد.
قاجارها حداقل از قرن نهم ه‍.ق و بعد از آن در قراباغ، بوزوق، آیدین آناتولی و حلب شام و از اوایل قرن یازدهم ه‍.ق در استرآباد و مرو ساکن بودند. مردم داغستان حداقل تا قرن سیزدهم، اهالی گنجه و قراباغ و ایروان را قاجار عنوان می‌کردند.
قزلباش‌ها معمولاً ریش‌های خود را می‌تراشیدند و سبیل‌های درازی می‌گذاشتند و بر روی سر تراشیده خود کلاهی غالباً سرخ رنگ بر سر می‌گذاشتند، در قسمتی که کلاه سر را می‌پوشاند، گشاد و نوک آن تنگ و بلند بود و به نشانهٔ ۱۲ امام شیعه ۱۲ خط راه راه روی کلاه دیده می‌شد و عمامه ای غالباً سفید رنگ دور آن پیچیده می‌شد.
هفت ایل اصلی ترکمان که ایلات قزلباش را تشکیل دادند عبارتند از:
- افشار
- قاجار
- تکلو
- روملو
- شاملو
- ذوالقدر
- استاجلو

نیروهای نظامی قزلباش‌ها در درجهٔ اول خود را متعهد به اطاعت از سران قبیله و خاندان (اویماقِ) خود می‌دانستند و حقوق و مواجب خود را نیز از این سرانِ ایل دریافت می‌کردند. شاه عباس اول، با تشکیل نیروهای شاهسَوَن، که تنها از شاه حقوق می‌گرفتند و زیر فرمان مستقیم گماشتگان شاه بودند، در کنار تشکیل سپاه «غلامان خاصهٔ شریفه»، سعی در افزایش قدرت شاه در مقابل خودسری‌های برخی امرای قزلباش داشت.
برخی طوایف دیگر اطراف نیز نظیر مددلو و خلیفه لو از طوایفی هستند که ابتدا از یمن به آران (جمهوری آذربایجان) مهاجرت کرده و سپس با تصرف آنجا توسط روس‌ها به این منطقه مهاجرت نموده‌اند. بخشی دیگر از طوایف این منطقه نیز باز از مسلمانان مهاجر قفقاز هستند که به «چیروون» در منطقه معروف هستند. در منطقه موران، طایفه‌ای نیز حضور دارد که باز در دوره صفوی از اصفهان به این منطقه کوچ داده شده‌اند. علت کوچ دهی طوایف مختلف از مناطق مختلف ایران به این منطقه که در دوره صفویه و تا حدی قاجاریه و افشاریه رخ داده است، چندان مشخص نیست ولی احتمال دارد، صفویه و حکومتهای بعدی در جهت کنترل قزلباشها و شاهسونها دست به چنین کاری زده باشد.
ترکیب جمعیتی این منطقه دائماً در حال تغییر بوده است، و برخی از طوایف ایل شاهسون در مناطق غربی و شمالی شهرستان ساکن می‌باشند و دارای ییلاقها و قشلاقهایی در این مناطق می‌باشند.

## جغرافیا و طبیعت
شهرستان گرمی از شمال با شهرستان‌های بیله سوار و پارس‌آباد، از غرب با شهرستان کلیبر (آذربایجان شرقی) از جنوب با شهرستان مشگین‌شهر و از شرق با جمهوری آذربایجان همسایه است. شهرستان گرمی از جنوب به دامنه کوه‌های صلوات، از شمال به کوه‌های خروسلو از غرب به رود دره رود و از شرق به بالهارود محدود می‌شود.
براساس تقسیمات کشوری شهرستان مغان (گرمی) دارای وسعتی معادل ۲۷۹۳ کیلومتر مربع می‌باشد.
پست‌ترین نقطه شهرستان در شمالغرب شهرستان و در روستای خان محمدلو واقع است که حدود ۲۴۰ متر از سطح دریا ارتفاع دارد و مرتفع‌ترین نقطه شهرستان کوه‌های صلوات در جنوب روستای خان‌کندی است که حداکثر ۲۲۰۰ متر ارتفاع دارد.
رشته کوه‌های قره داغ، خروسلو، صلوات سمتهای جنوبی، شرقی و غربی این شهرستان را تشکیل می‌دهند. در کوه‌های این شهرستان تاکنون ۶ دهنه غار طبیعی شناسایی و ثبت شده است.

### بارش، رودها، چشمه‌ها و قناتها
میانگین بارش شهرستان گرمی حدود ۴۶۰ میلی‌متر است با این حال این بارش در طی سال‌ها متغیر است. بر همین اساس شاهد وجود ۶ رشته قنات (کاریز) در شهرستان هستیم که قدمت برخی از آن‌ها را تا دوره ساسانی تخمین زده‌اند. با شدت یافتن بحران آب در کشور برخی از این قناتها در سال‌های اخیر لایروبی و بازسازی شده‌اند. مشهورترین این کاریزها کاریز لنگان می‌باشد.
بارش سالانه در شهرستان از شرق به غرب و از جنوب به شمال کاهش می‌یابد، در نتیجه کوهستان‌های جنوب شرقی شهرستان (به علت اتصال به کوهستان‌های تالش و نزدیکی به دریای خزر) از بارش مناسبی در حدود ۶۰۰ میلی‌متر در سال برخوردار است؛ به‌طوری‌که میانگین بارش در منطقه داش دیبی و وان علیا (منتهی‌الیه شرق شهرستان) ۷۰۰ میلی‌متر در سال بوده و پربارش‌ترین نقطه استان اردبیل است. و این باعث شده است تا این منطقه بسیار سرسبز بوده و جنگل‌های اوماسلان و اینی که به جنگل‌های تالش جمهوری آذربایجان متصل می‌شوند، در این منطقه قرار دارند. برف‌هایی که در زمستان می‌بارد، در دامنه‌های شمالی کوهستان‌های این منطقه گاه تا اوایل تیر ماه می‌ماند و قابل مشاهده است. همچنین چهار رودخانه گرمی چای (اوجارود)، درین کبود، زنگیر و بالهارود، از این منطقه سرچشمه گرفته و تغذیه می‌شوند. بالهارود نسبت به سه رودخانه دیگر پرآب تر است و در بخشی از مسیر خود مرز ایران و جمهوری آذربایجان را تشکیل می‌دهد. درحالیکه میانگین بارش سالانه منطقه خان محمدلو (منتهی‌الیه شمالغربی شهرستان) کمتر از۲۵۰ میلی‌متر می‌رسد. به‌طور کلی میزان بارش در شهرستان از متوسط بارش کشور بیشتر است و موجب شده تا کشاورزان آن به محصول خوبی از غلات وحبوبات خصوصاً گندم، جو، نخود و عدس دست یابند.
رودهای مهم شهرستان عبارتند از: بالهارود (به گویش محلی بالهاری)، دره رود، چلک چایی، برزند چایی، زنگیرچایی، گرمی چایی، درین کبود چایی.
دره رود که در گویش محلی «دره اوورد» گفته می‌شود، با دبی آب بیش از یک میلیارد متر مکعب آب، بزرگ‌ترین رودخانه داخلی استان اردبیل است و بیشتر رودهای بزرگ استان نظیر قره سو، بالیغلو چای و خیاو چای به آن می‌ریزند، در بخشی از مسیر خود از غرب این شهرستان عبور می‌کند. سد بزرگ عمارت با حجم مخزن ۱۵۰ میلیون مترمکعب، بر روی این رودخانه و در محدوده شهرستان گرمی در حال ساخت است.
رودخانه دیگر شهرستان، رود برزند می‌باشد که بخشی از آب سد گیلارلو را تأمین می‌نماید.
در گذشته مردم گرمی با بستن حدود ۱۵۰ سد کوچک که به بندهای پوشالی معروف هستند، آب‌های جاری منطقه را مدیریت کرده و با استفاده از جویبارهایی از آن در کشاورزی و باغداری استفاده می‌کردند. بیشتر این بندها هم‌اکنون به علت فرسایش خاک و عدم لایروبی با آبرفتها پر شده‌اند.
بر اساس گزارش منتشر شده در سال ۱۳۸۰، از نظر دارا بودن تعداد چشمه‌های دائمی، گرمی با دارا بودن ۶۹ چشمه دائمی بعد از مشکین شهر، اردبیل و خلخال، در رتبه چهارم استان می‌باشد.

### بادها
در گرمی بادهای متنوعی نیز می‌وزد اما معمولاً تند نیستند. مردم محلی بسته به فصل، دما، رطوبت، جهت وزش و نیز قدرت بادها، به آن‌ها اسامی مختلفی اختصاص داده‌اند. گرمیج (بادی که بین دشت‌های منطقه و کوهستان‌های آن می زود و تا حدی گرم است)، گئچی قیران (بادی که از سمت شمال می‌وزد و بسیار سرد است) و وعده (که می‌توان آن را همان نسیم صبا دانست همان بادی است که نزدیکی بهار و نوروز می‌وزد و ملایم و دل‌انگیز است) از بادهای مشهور منطقه هستند که همگی دارای سرعت ملایمی می‌باشند.

### گونه‌های گیاهی و جانوری
از حدود سه میلیون و چهارصد هزار هکتار جنگل‌های ایران، حدود ۵۰۰۰ هکتار آن در شهرستان گرمی واقع شده است مراتع و جنگل‌های شهرستان محل رویش پراکنده یا انبوه انواع مختلفی از گیاهان و درختان و درختچه‌ها از جمله نارون، بلوط، انجیر، آلوی کوهی، زالزالک، سیب کوهی، زرشک، تمشک، نسترن، گز، گونه‌هایی از کاج و انواع گیاهان دارویی نظیر شیرین بیان، آجی بیان، پنیرک، پونه، گاو زبان، بابونه، بومادران، زعفران کوهی، ترشک مواج، اسفند، ترشک کوهی، چای کوهی و برخی گیاهان دیگر است.
گل‌های لاله، شقایق، زنبق، گونه‌هایی از صعلب، گلایل، بنفشه و برخی گل‌های دیگر در فصول مختلف و در نواحی مختلف شهرستان می‌رویند.
گونه‌های حیوانی شهرستان شامل:
پستانداران: خرگوش، گرگ، گرگاس، روباه، شغال، گورکن، جوجه تیغی، موش، بز و میش جزو گونه‌های پستانداران منطقه هستند. گراز، خرس، گربه وحشی و برخی گونه‌های دیگر نظیر گوزن و آهو نیز هر از گاهی در دشت‌ها و کوهستان‌های اطراف مشاهده می‌شوند. اما آهوی مغان که در افسانه‌های آذربایجان معروف است، در دو دهه اخیر مشاهده نشده است.
پرندگان: کبوتر، کبوتر چاهی، سینه سرخ، سینه زرد، کبک، گنجشک، کلاغ، زاغ، دارکوب، هدهد، قرقی، جغد، خفاش، لاشخور، شاهین، پرستو، سونا، ترلان، قمری، سار و سار صورتی، بلبل، بلدرچین، چکاوک کاکلی،
خزندگان و دوزیستان: مار، کورمار، مارمولک، سمندر، لاک‌پشت، قورباغه،
حیوانات آبی (بیشتر در دو رودخانه بالهاری و دره رود و دریاچه سد گیلارلو): ماهی قزل آلا و آزاد، خرچنگ

widths="150px"
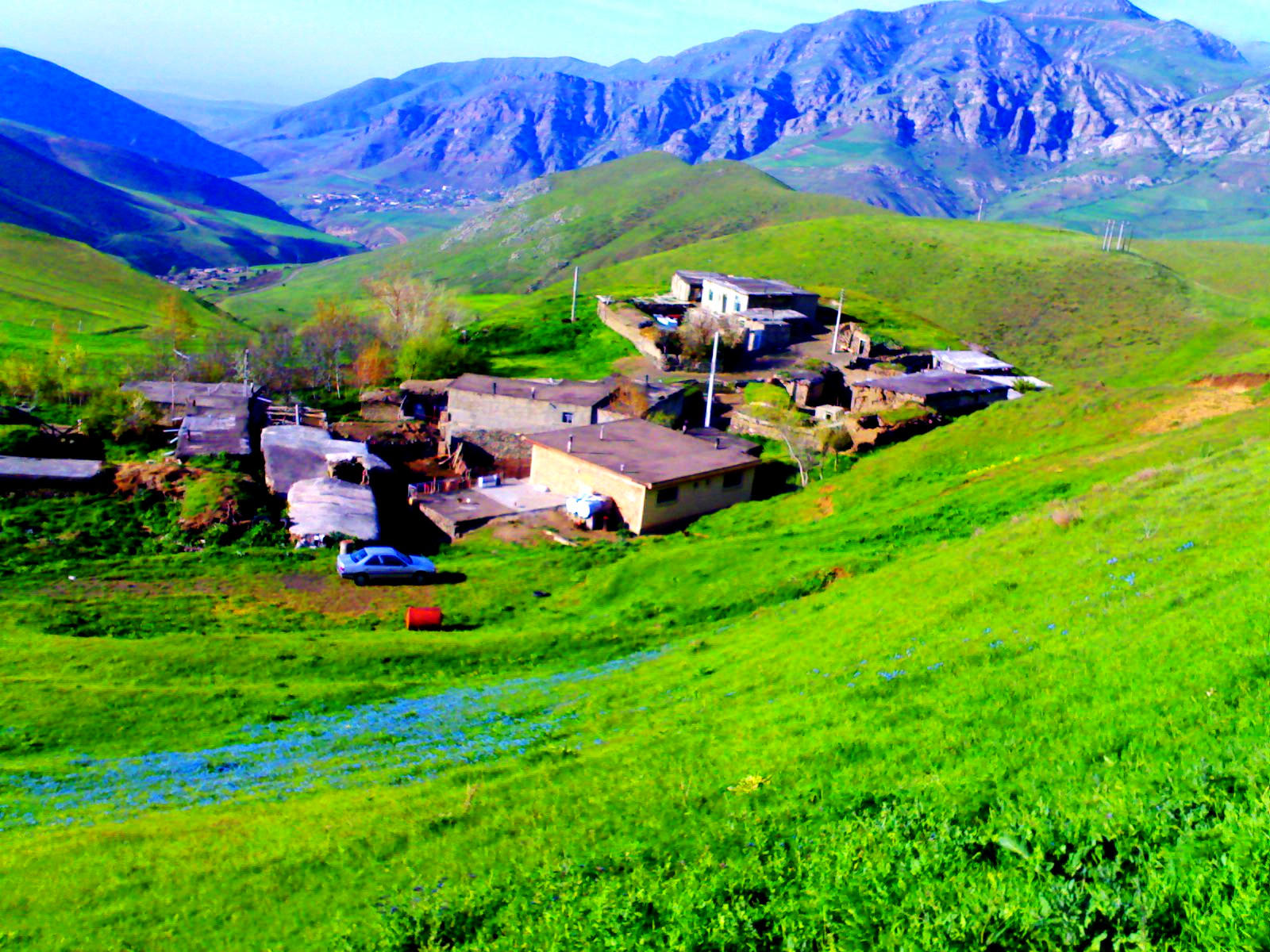
طبیعت روستای خان‌کندی
طبیعت روستای سیا
گل‌های لاله زنبق - منطقه موران
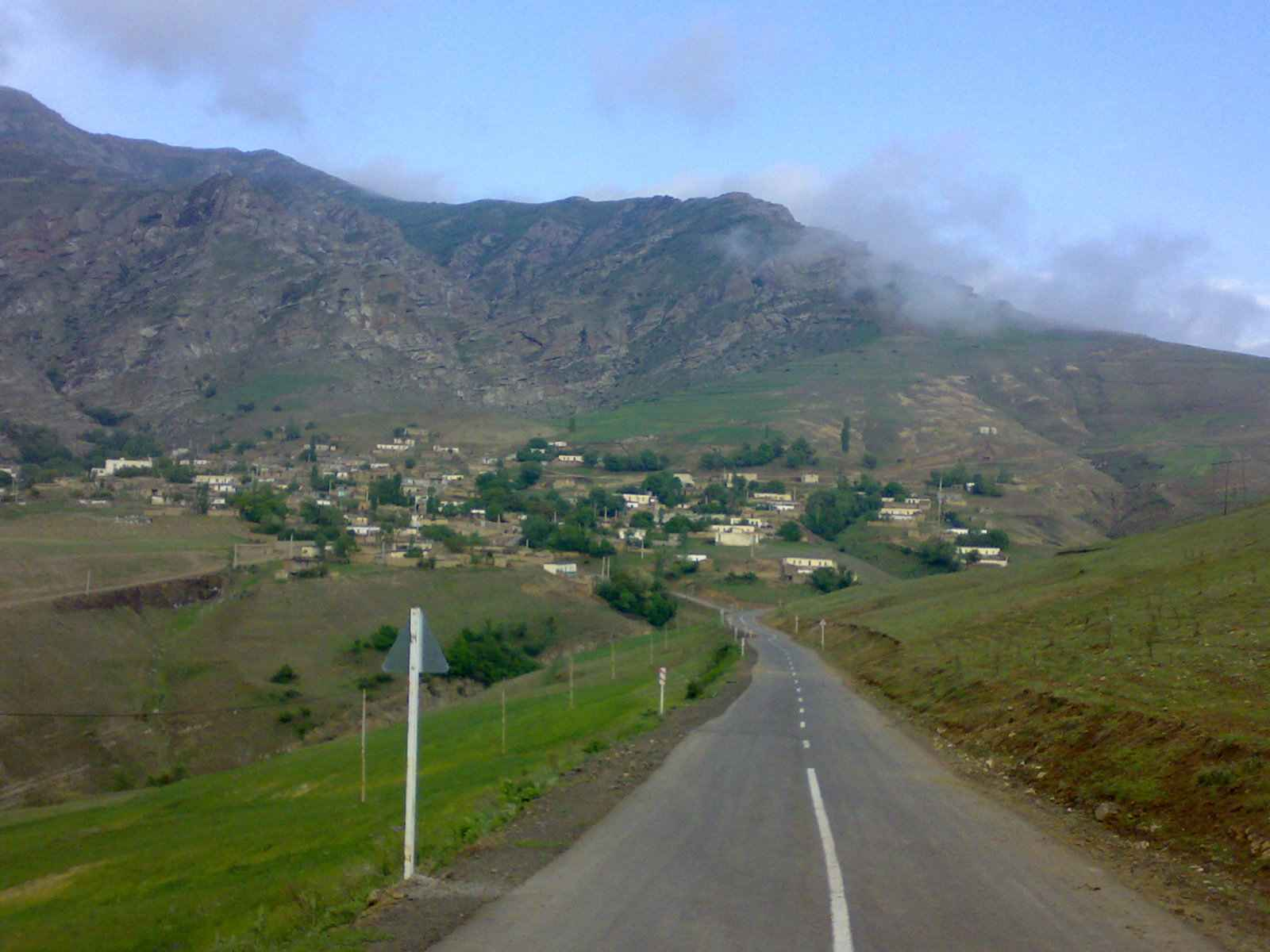
روستای تولون
طبیعت روستای اوماستان
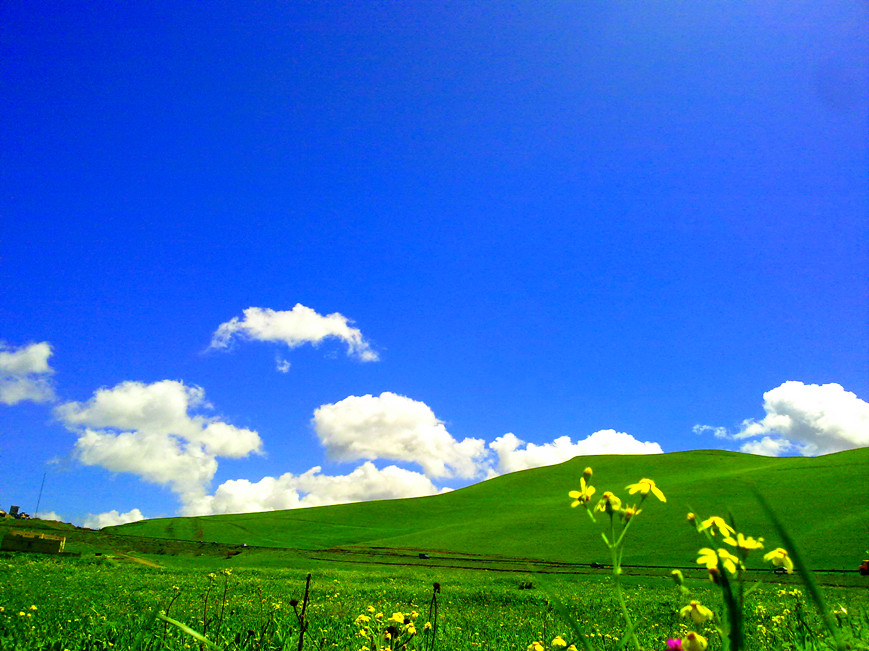
طبیعت مجاور شهر گرمی
روستای تنگ نزدیک گرمی
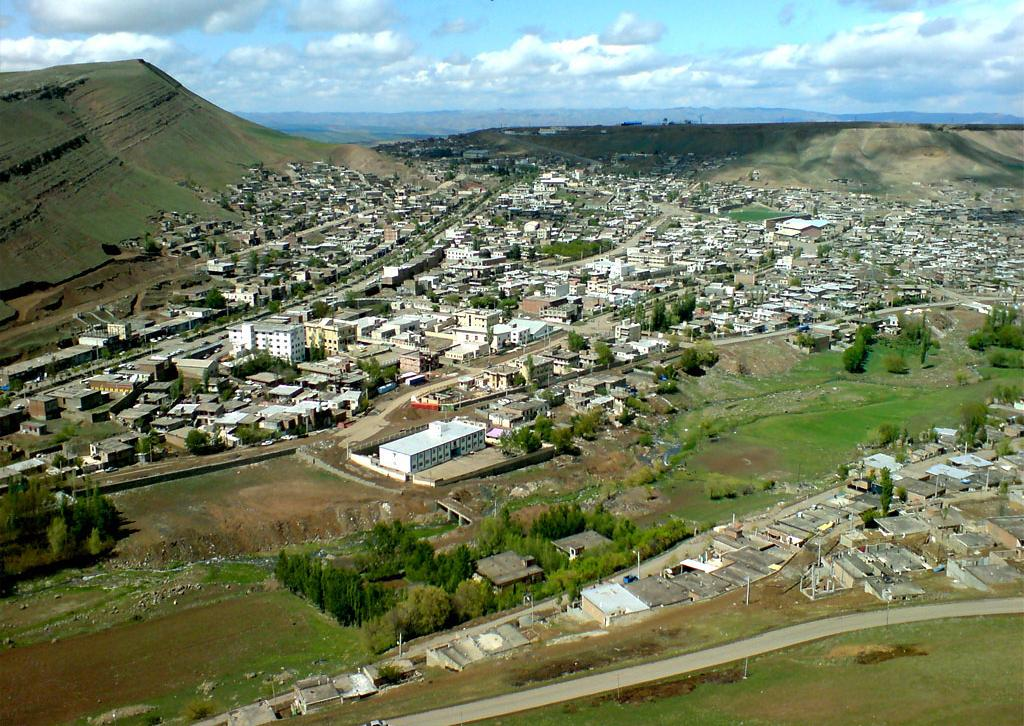
محله هلال احمر شهر گرمی
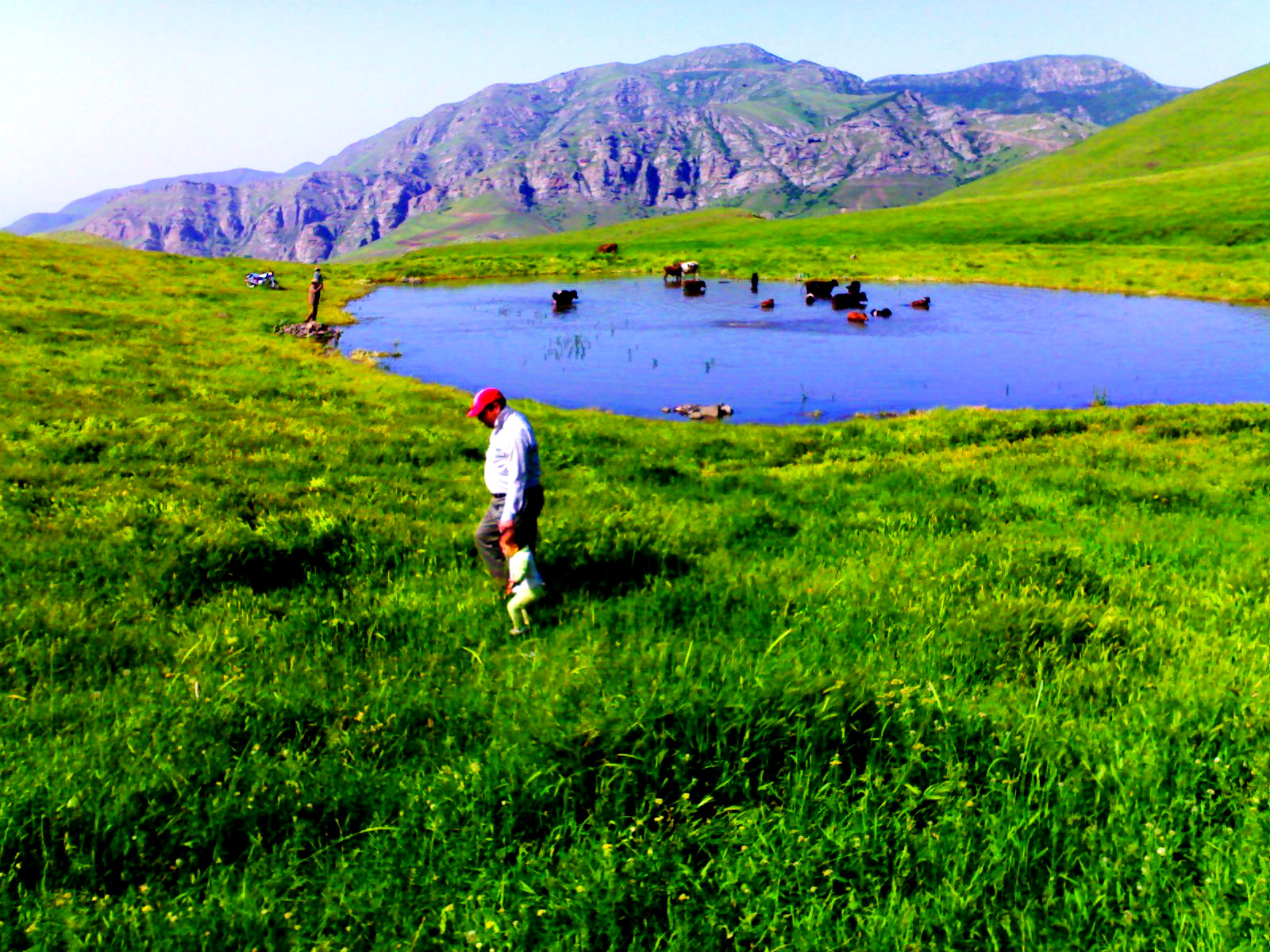
طبیعت دریاچه قالغانلو در روستای خان کندی
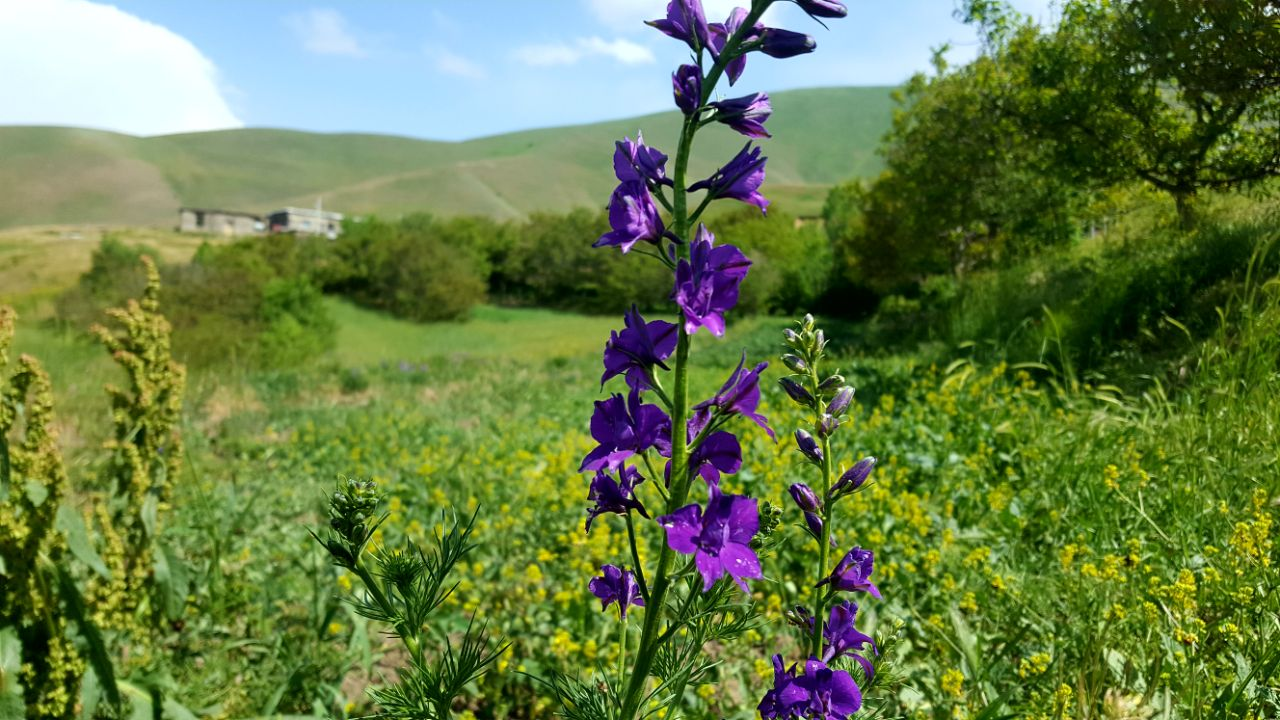
طبیعت روستای خان کندی 2018
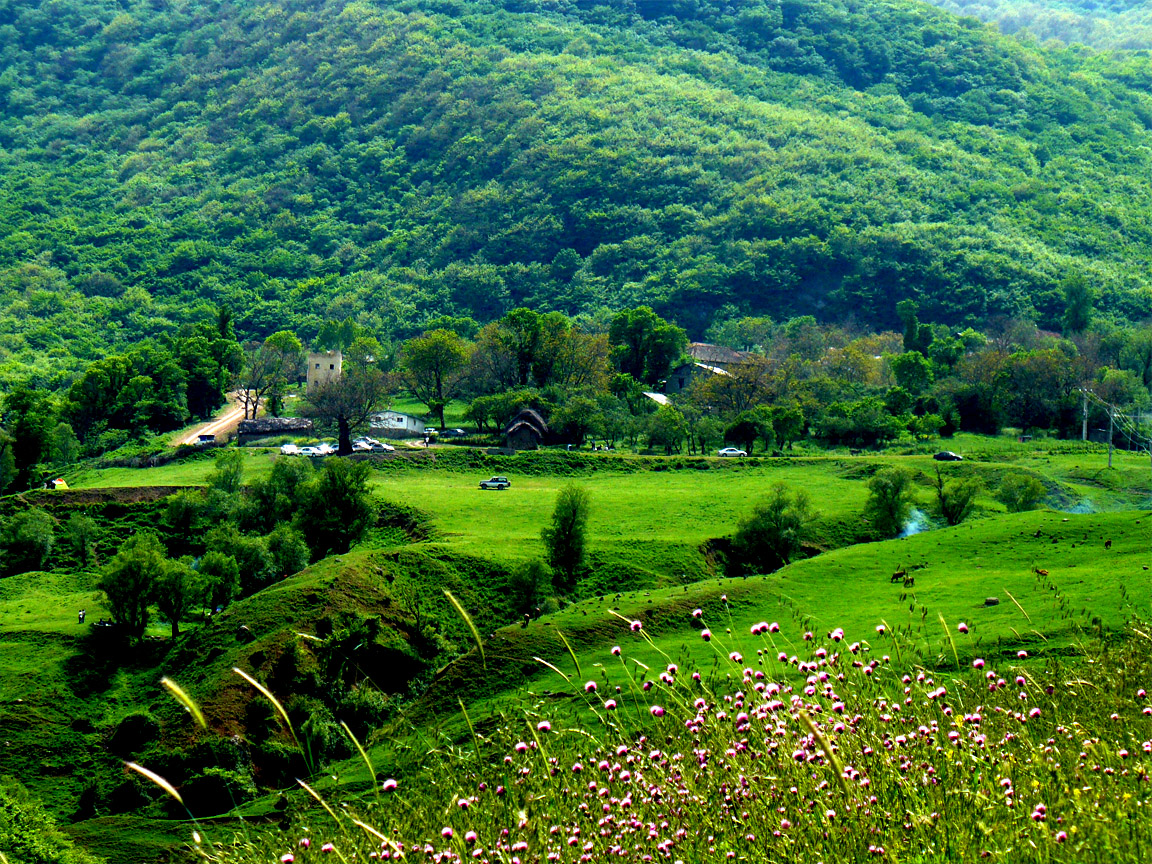
طبیعت روستای آزادلو

## آب و هوای گرمی
شهرستان گرمی مانند اغلب نواحی ایران دارای اقلیمی نیمه خشک با تابستان‌های نسبتاً گرم و زمستان‌های نسبتاً سرد می‌باشد. آب و هوای گرمی نسبت به اغلب نواحی و شهرستان‌های استان اردبیل معتدل و ملایم می‌باشد. آب و هوای این شهرستان خصوصاً در شرق، تا اندازه‌ای تحت تأثیر آب و هوای منطقه خزر و توالش می‌باشد و قرار گرفتن اغلب آبادی‌های آن در دره‌ها، آن‌ها را از بادهای تندی که در برخی شهرستان‌های استان نظیر اردبیل و مشکین شهر می‌وزد، در امان نگاه می‌دارد.
گفته می‌شود در سال ۱۳۵۵ و تأسیس شهرستان مغان، محمد رضا شاه پهلوی یکی از امرای ارتش را مسئول مسافرت به منطقه و بررسی نمود، در این سفر که در تابستان رخ داده بود، همسر ارتشبد از هوای گرم سایر شهرهای مغان شاکی شده بود اما وقتی وارد گرمی شدند از آب و هوای مطبوع و سرسبزی آن به وجد آمده و به همسر خود اصرار نمود که هیچ شهری برای مرکزیت مغان سزاوارتر از گرمی نیست. سپس سخنوری ریش سفیدان محلی و نظم و نسق املاک و اراضی به کمک آمد چرا که به علت نظم و نسق معاملات و یکجانشینی مردم گرمی، زمین‌های این شهر و شهرستان خیلی زودتر از نواحی دیگر صاحب سند رسمی شده بود و این سند مبنای بسیاری امور دولتی و اداری بود لذا با پیگیری ریش سفیدان و اتکا به این مزیت، گرمی زودتر از بقیه شهرهای مغان، صاحب شعبه بانک و دادگاه عمومی شده بود تا نهایت ژنرال یاد شده گزارشی خدمت شاهنشاه تنظیم و با ذکر مزیت‌های راهبردی و نظامی شهر گرمی و شرایط آن روز جنگ سرد و اتحاد شوروی، دولت و دربار را به تعیین شهر گرمی به عنوان مرکز شهرستان متقاعد نماید.
متوسط بیشینه دمای آن در فصل تابستان ماه ژوئیه (تیر) تا ۳۱ درجه سانتیگرد افزایش می‌یابد درحالیکه متوسط کمینه دمای آن در فصل زمستان ماه فوریه (بهمن) تا منفی ۱ درجه سانتیگراد کاهش می‌یابد. بیشینه متوسط ماهانه بارندگی گرمی در ماه‌های نوامبر و می (آبان و اردیبهشت) به ترتیب به مقدار ۵۷ و ۵۴ میلی‌متر بوده و کمینه متوسط بارندگی در ماه ژوئیه (تیر) به مقدار ۱۵ میلی‌متر می‌باشد بیشینه مقدار متوسط ماهانه روزهای همراه با بارش مربوط به فصل بهار در ماه مه (اردیبهشت) به تعداد ۱۳ روز و کمینه آن در فصل تابستان ماه ژوئیه (تیر) به تعداد ۵ روز می‌باشد.

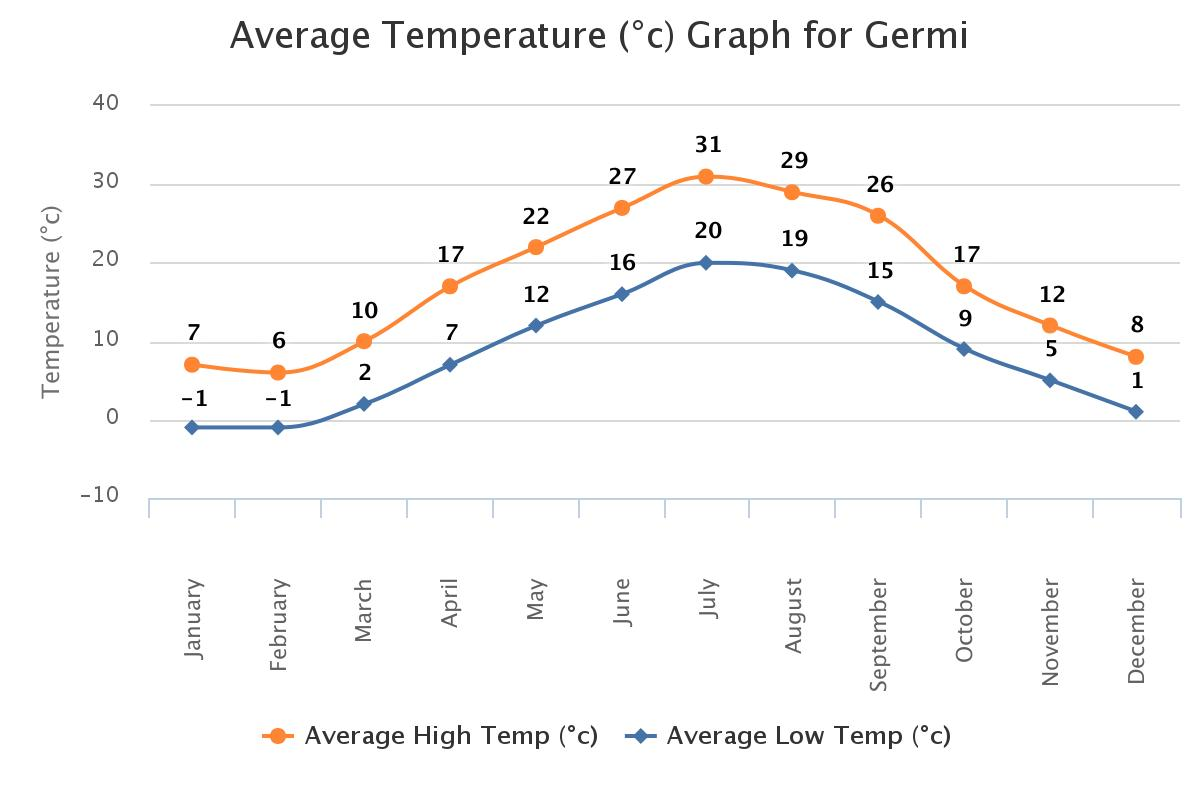
نمودار متوسط بیشینه و کمینه دمای گرمی

نمودار متوسط بارندگی گرمی

## مردم‌شناسی

### جمعیت
جمعیت این شهرستان در سال ۱۳۹۰ به حدود ۸۹۰۰۰ نفر رسید. این شهرستان در ۱۵ سال اخیر با کاهش جمعیت در حدود سالیانه ۱٪ مواجه بوده است که عمده‌ترین دلیل آن مسائل اقتصادی، بیکاری، افزایش سطح تحصیلات و فقدان مشاغل متناسب با سطح تحصیلات می‌باشد.
در سال مزبور جمعیت شهری حدود۳۰هزار نفر و تعداد جمعیت روستایی آن حدود ۵۳هزار نفر بوده است. بر این اساس حدود ۳۵٫۰۸ درصد جمعیت در نقاط شهری وحدود ۶۴٫۹۲ درصد درنقاط روستایی سکونت داشته‌اند.

### مذهب
مردم این شهرستان مسلمان و ۱۰۰٪ شیعه اثنی عشری می‌باشند و به مراسم دینی و مذهبی اهمیتی خاص قائل هستند، برای همین این شهرستان همه سال پذیرای تنی چند از مداحان، شعرا، سخنرانان مذهبی برجسته کشور است و خصوصاً در ایام محرم مراسم شبیه خوانی و تعزیه خوانی که در روستاها و نقاط مختلف آن برگزار می‌شود، مخاطبان زیادی را از اقصا نقاط کشور جذب می‌نماید. برخی مراسم خاص مذهبی مانند چاووش خوان اعزام حجاج بیت الله حرام همچنان در این شهرستان انجام می‌شود.
مسجد و مراسم گروهی در مسجد در فرهنگ مردم این منطقه جایگاه خاصی دارد به نحوی که در اولین روز تحویل سال نو شمسی دید و بازدیدی در مسجد هر محله و روستا انجام می‌شود و اهالی می‌کوشند در مراسم تمامی محلاتی که با آن‌ها مراوده دارند، شرکت نمایند ولی این مراسم دید و بازدید در نهایت سادگی و سهولت انجام می‌شود.
اغلب مراسم مذهبی این شهر تحت تأثیر آداب و رسوم مذهبی شهر اردبیل است؛ مثلاً عزاداری محرم و حرکات دسته جات بر اساس محلات شش‌گانه صورت می‌گیرد.

### گویش، زبان و فرهنگ
مردم این شهرستان به زبان ترکی آذربایجانی سخن می‌گویند و تلاش زیادی برای حفظ فرهنگ و آیین‌های خود نظیر مراسم تکمچی و سایر مراسم در نوروز و چهارشنبه سوری دارند.
همان‌طور که در بخش تاریخ هم ذکر شد زکریا ابن محمد قزوینی در قرن هفتم نیز مردم این خطه را از اقوام ترکمان و تاتار دانسته است بنابراین زبان ترکی در منطقه قدمت طولانی دارد.
طبق کتاب «بررسی ساختار اجتماعی اقتصادی ایل شاهسون»، ظهور ترکان در منطقه شرقی آذربایجان به مهاجرت گروهی از ترکان غز که نخستین هسته ترک را در آذربایجان تشکیل می‌دهند، مربوط می‌شود. ترکان غز که بیشتر در مناطق شرقی دریای مازندران ساکن بودند، برای اولین بار در سال ۳۹۶ ه‍.ق به خراسان روی آوردند.
سلطان محمود غزنوی که خود از سلاطین بزرگ ترک بود در سال ۴۲۶ ه‍.ق (۱۰۲۵م) به فرارود (ماوراءالنهر) لشکر کشید و ارسلان اسرائیل را دستگیر کرد. پس از آن اتباع سابق ارسلان به این ادعا که از جور و ستم امرای خود در زحمت بودند، از سلطان محمود تقاضا نمودند تا به آنان اجازه دهد در شمال خراسان مسکن کنند و حفاظت از آن نواحی را به عهده گیرن. سلطان محمود از این رو اجازه داد تا چهار هزار خانوار ترکمن (سلجوقیان و گروه‌های چادرنشین غز) از جیحون بگذرد و در نزدیک فراوه، سرخس و ابیورد سکونت نمایند.
این قوم در زمان سلطنت جانشینان سلطان محمود سر به طغیان برداشته و برای پیدا کردن اقامتگاه بهتر وسیع تر به شمال غرب ایران سرازیر شده و خود را به حوالی کوه سبلان رسانیدند. عده زیادی از آنان در اردبیل و دشت مغان و مجاور آن اقامت گزیدند و موجب ترویج زبان ترکی بین اهالی ساکن آذربایجان شدند که امروزه ما آن را زبان ترکی آذری می‌گوییم؛ بنابراین طبق این سند نیز قدمت زبان ترکی در منطقه حداقل تا قرن پنجم هجری عقب می‌رود. اما بر اساس استناداتی و اقوالی که در مورد اقوام قرون اولیه بعد از اسلام و قبل تر از آن وجود دارد احتمالاً زبان‌های دیگری نظیر آلانی و پارتی در منطقه رایج بوده است.
این شهرستان در دوره‌های مختلف دارای ماهنامه‌های دو زبانه نظیر کارتال و یاشیل مغان بوده است که به زبان‌های فارسی و ترکی آذربایجانی منتشر می‌شده‌اند.
مردم گرمی به سخنوری، حاضرجوابی و صراحت لهجه مشهور هستند و علاقه خاصی به شعر و شاعری دارند. هنرمندان برجسته زیادی در عصر معاصر در این شهرستان ظهور یافته‌اند برخی از آنان مانند شاعر و محقق و منتقد ومترجم برجسته دکتر امین صدیقی صاحب آثار و تألیفات و ترجمه‌های بسیار در حوزه ادبیات فارسی و ترکی در سطح ملی و کشوری حتی کشورهای جمهوری آذربایجان، ترکیه و… هم شناخته شده و مطرح هستند. همچنین استادان احمد بدر گرمی، مرحوم داودی، مرحوم علی پاشاپور، محمد فرید و استاد عطایی که در چند رشته هنری از جمله نقاشی، خطاطی، موسیقی و شعر تبحر دارند، خارج از شهرستان و استان نیز شناخته شده هستند.

## جاذبه‌های گردشگری

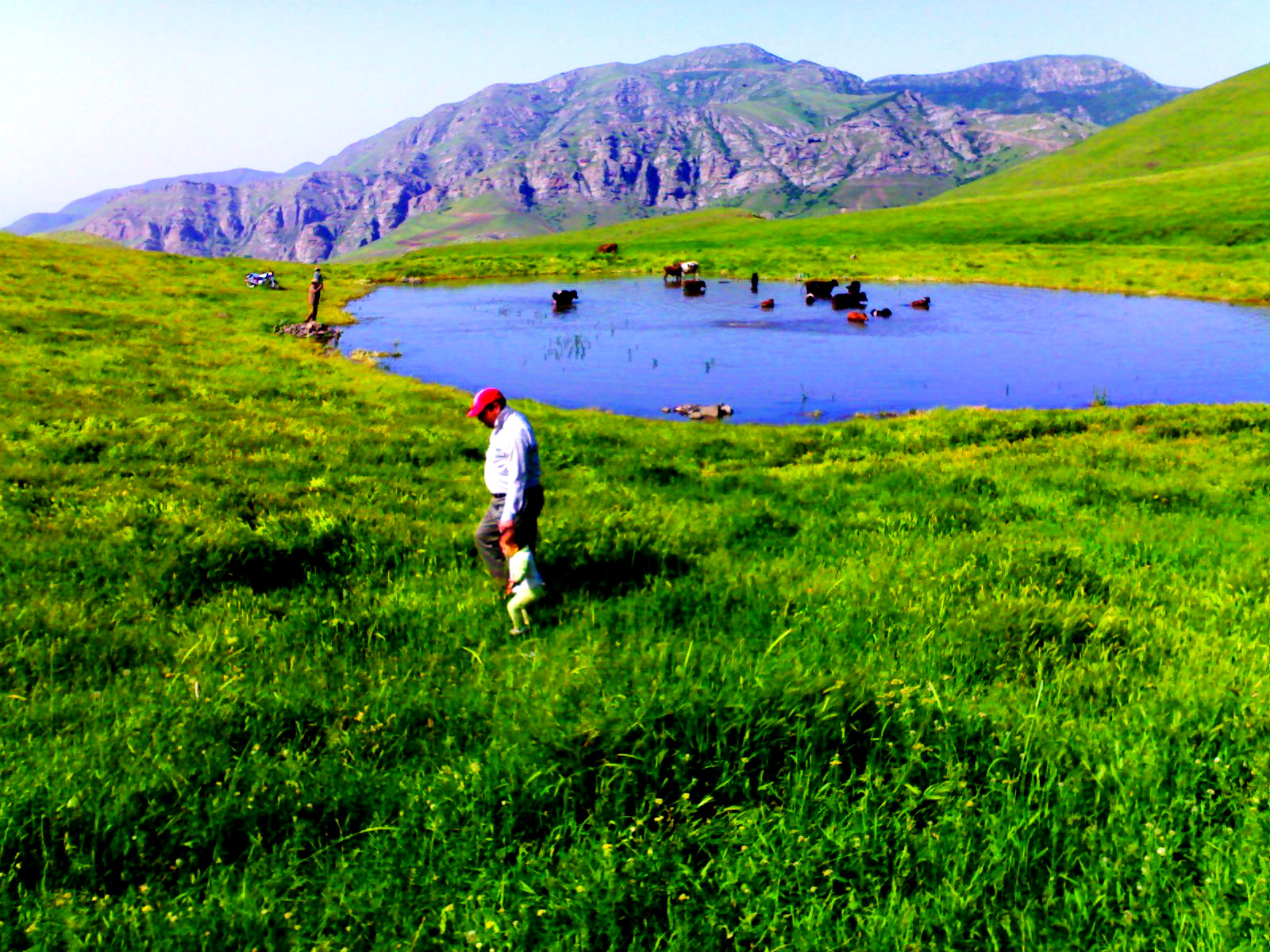
قالغانلو طبیعت دریاچه قالغانلو در روستای خان‌کندی

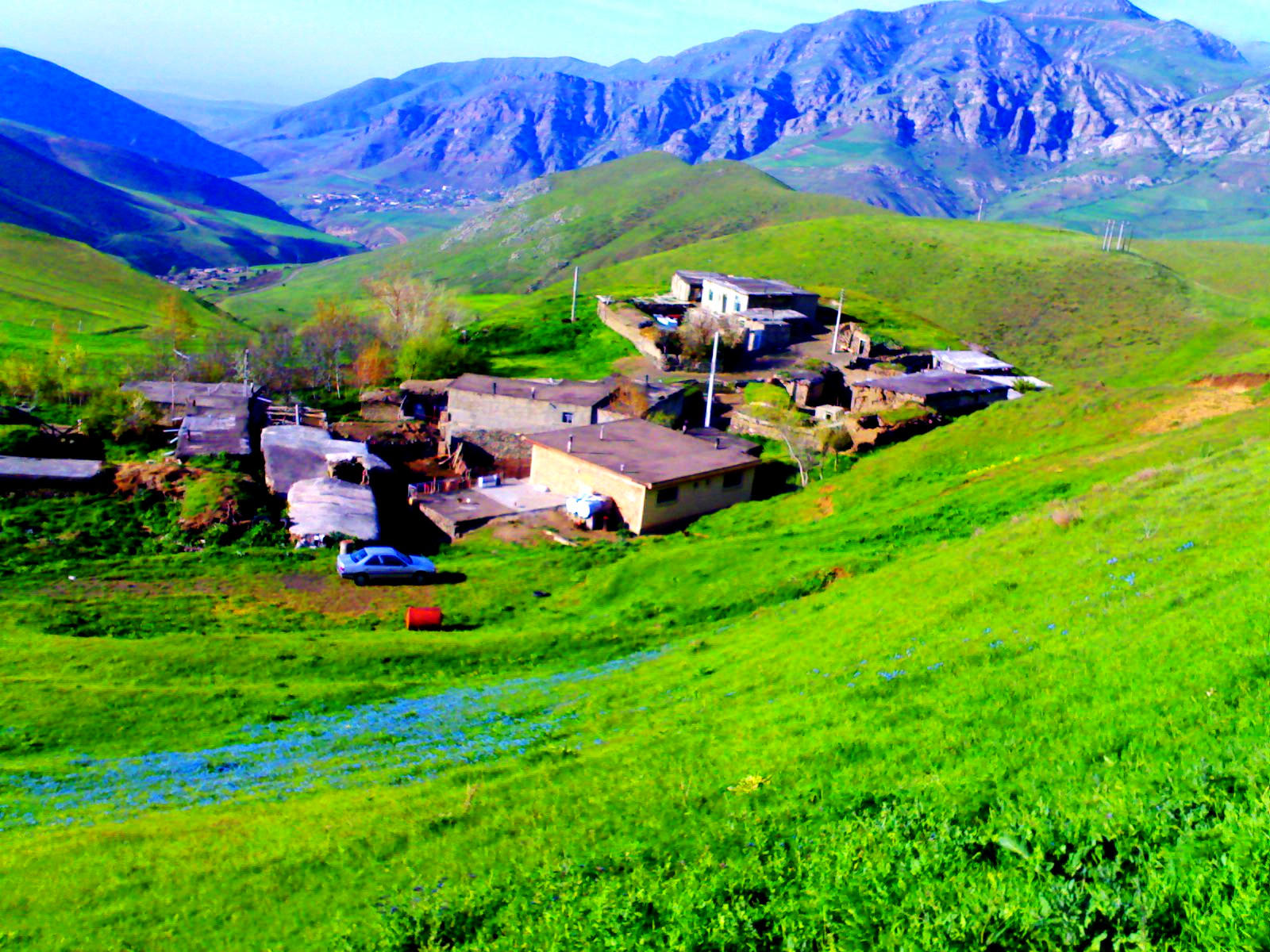
خان‌کندی طبیعت روستای خان‌کندی در مرز جمهوری آذربایجان

بر اساس برآورد انجام شده، ۸٪ جاذبه‌های گردشگری استان اردبیل در شهرستان گرمی واقع هستند.
گرمی آب وهوایی مطبوع در تابستان و زمستانهایی نسبتاً سرد دارد. وجود کوه‌های سر سبز، چشمه ساران متعدد، روستای چلک، روستای قره یتاق، دریاجه سد گیلارلو، منطقه جنگلی اینی و آلاییله (آلیله)، رودخانه‌های دره رود، آزادلو، بالهارود، جیین چایی، روستاهای تنگ، تولون، خان‌کندی، قوزلو (مغان)، گیگال، داش دیبی، بیگ باغی، افجه، موران، آوسوران «Av,Soran» (مکاتبات دولتی افسوران)، سالالا (سلاله)، اله دره، درین کویود (درین کبود) و سایر روستاهای منطقه قره آغاج از جاذبه‌های دیدنی آن می‌باشد.
از محلات قدیمی این شهر می‌توان محله موجره، قالاباشی، یوخاری باش (صاحب الزمان) چشمه باشی را نام برد.
برخی هوای مه آلود، آبشار مه، دریاچه مه و گیر افتادن مه در دامن کوه‌ها را که تقریباً ۱۰۰ روز در سال رخ می‌دهد، یکی از جاذبه‌های مهم گردشگری شهرستان می‌دانند. برای دیدن منظره دریاچه مه بهتر است مسیر قدیمی لنگان- بیلداشی-گرمی را انتخاب نمایید یا به کوهستان‌های اطراف سفر نمایید. همچنین باد نسبتاً ملایم دائمی ضمن اینکه آب و هوا را متبوع می‌سازد، می‌تواندزمینه‌سازی برای توسعه ورزش‌های هوایی باشد.
علاوه بر گونه‌های بومی که در بالا اشاره شده است، گرمی در فصل‌های مختلف در مسیر حرکت انواع مختلفی از پرندگان مهاجر قرار دارد. سار صورتی که به نام مراد قوشی در گویش محلی شناخته می‌شود، یکی از این پرندگان مهاجر است که در فصل بهار گذرش به این منطقه می‌افتد. اهالی قدیمی منطقه آن را علامت محصول خوب گردو می‌دانستند. لکلک، فلامینگو، مرغابی و انواع دیگر پرندگان مهاجر در مسیر خود سری نیز به این شهرستان می‌زنند.
از دیگر جاذبه‌های گردشگری می‌توان شکارگاه‌های متنوعی را نام برد که شکار انواع کبک (گوزل کهلیک، چیل و اوور کهلیک) و انواع پرندگان آبزی (انواع اردک و غاز) را نام برد.
همچنین پرندگان شکاری نادری در شهرستان زندگی می‌کند که حیات وحش جالبی را تشکیل داده‌اند.
به دلیل بی‌رویه بودن شکار چهار پایان، این‌گونه‌ها در معرض انقراض قرار گرفته است و به عنوان مثال در سال‌های اخیر آهو خیلی به ندرت دیده شده است.
همچنین در کوه‌های خروزلو چندین بار گربه وحشی دیده شده است.
گروه کوهنوردی آزنا گرمی یکی از گروه‌های کوهنوردی فعال شهرستان است و علاقه مندان کوهنوردی می‌توانند با هماهنگی با این گروه همراه شوند. ۶ غار و صخره‌های اطراف شهرستان جاذبه خاصی برای کوهنوردان دارند.

### مناطق نمونه گردشگری و مناطق پرجاذبه
منطقه نمونه گردشگری دریاچه سد گیلارلو که در ۷ کیلومتری غرب شهر گرمی و در کنار جاده گرمی-اردبیل واقع است از دیگر نقاط گردشگری می‌باشد. حجم مخزن دریاچه این سد ۸ میلیون مترمکعب و وسعت آن ۶۳۰ هکتار است و دومین دریاچه بزرگ استان بعد از شورابیل محسوب می‌شود. این منطقه در حال توسعه بوده و کمپ و پارک و شهر بازی در حاشیه آن ساخته شده است. علاقه مندان به ماهیگیر می‌توانند در این دریاچه ماهیگیری نمایند. ماهی‌های این دریاچه نیز عمدتاً از انواع سردآبی قزل آلا و آزاد می‌باشد.
آبشار رمضانلو که بلندترین و زیباترین آبشار شهرستان شناخته می‌شود و در بخش موران واقع است، نیز از جاذبه‌های مهم گردشگری این شهر می‌باشد.
آبشار مشهدلو که در دامنه کوه آزنا قرار دارد و خنکی آن در تابستان با باغات گردو اطراف جاذب گردشگران محلی است. آبشارهای دیگری نیز با ارتفاع‌های مختلف در این شهرستان وجود دارد.
مناطقی نظیر گوی چوخور (گردنه سبز) و روستای قره بلاغ جزو مناطق مرتفع شهرستان هستند که بعلت خنکی هوا و سرسبزی آن در فصل تابستان گردشگران محلی را به خود جذب می‌نمایند.
خرابه‌های قلعه برزند در روستای برزند هم از جاذبه‌های گردشگری شهرستان گرمی می‌باشد.

### غذاهای محلی
از غذاهای محلی شهرستان می‌توان به شیر پلو با ماهی، سه گوش (نوعی شیرینی محلی)، کته (نوعی نان و سبزی محلی)، آش دوغ، جیغیرتماج، قیقناغ، قیساوا، رشته پلو قیسی، خشیل، ساج ایچی و آبگوشت و آبگوشت اشاره کرد. هم چنین مردم منطقه علاقه خاصی به پخت غذا با گوشت بوقلمون و غاز دارند.

### امکانات اقامتی
امکانات اقامتی شهرستان محدود به ۲ مهمانپذیر می‌باشد اما در فصل گردشگری امکانات برخی دستگاه‌های دولتی نیز به اقامت گردشگران تخصیص می‌یابد.

### بهترین زمان مسافرت
بهترین زمان مسافرت به این شهرستان بستگی به روحیات هر شخص و تغییرات اقلیمی سالیانه دارد؛ با این حال، برای گردش و تفریح خانوادگی و بهره‌مندی از طبیعت و با در نظر گرفتن شرایط کل شهرستان، ابتدای فروردین تا اواسط خرداد و تقریباً اوایل شهریور تا اواخر آبان فرصت مناسبی است. با این حال بسته به علایق شخصی و نقطه‌ای از شهرستان که هدف است در ماه‌های مختلف سال می‌توان از طبیعت منطقه بهره‌مند شد؛ مثلاً منطقه کوه آزنا و ارتفاعات و دره‌های اطراف آن حتی در تابستان‌های گرم، بسیار خنک می‌باشند.

## اقتصاد

### کشاورزی و دامپروری
نزدیک به ۵۰٪ تولید ناخالص داخلی شهرستان، متکی به دامداری و کشاورزی است و محصول گوشت قرمز و دام زنده آن که به اقصا نقاط کشور خصوصاً کلان‌شهرهایی نظیر تهران و کرج ارسال می‌شود، نقش مهمی در معیشت مردم دارد. پرورش گوسفند، بز، گاو، گاومیش و چهارپایان باربر در آن رواج دارد.
پس از آن تولید گندم در اقتصاد شهرستان اهمیت فراوان دارد. همچنین کشت، عدس، نخود، جو و یونجه نیز سهم قابل توجهی در درآمد مردم منطقه دارد.
همچنین تولید ماکیان خصوصاً بوقلمون به‌طور گسترده‌ای در آن رواج دارد و این شهرستان به عنوان پایگاه تولید ماکیان استان اردبیل به ویژه بوقلمون محسوب می‌شود. پرورش گاومیش نیز به خاطر لبنیات آن رواج دارد. پرورش ماهی نیز به‌طور پراکنده در استخرهای باغات انجام می‌شود.
گرمی دارای محصولات به، گوجه فرنگی، انجیر، گردو، آلو، گیلاس، گلابی و شلیل خوبی است با این حال به جز محصول شلیل که در سال‌های اخیر توسعه داده شده و تجاری شده و در شهرهای مختلف با نام شلیل مغان عرضه می‌شود، تولید سایر محصولات کم و در حد غیر تجاری صورت می‌گیرد.
در سال‌های دهه ۱۳۷۰ تولید عسل شهرستان نیز قابل توجه بوده (نزدیک به ۴۰۰ تن در سال) بوده است اما در ۱۵ سال اخیر به یک دهم کاهش یافته است. برخی این حادثه را ناشی از حمله نوعی انگل و برخی ناشی از بحران جهانی زنبور عسل می‌دانند.
.

### صنعت، معدن و گردشگری
ورنی که نوعی گلیم-فرش ابریشمی بدون نقشه است و جزو صنایع دستی خاص منطقه مغان و ارسباران می‌باشد در این شهرستان نیز بافته می‌شود. گلیم بافی، جاجیم بافی، قالی بافی از صنایع دستی روستایی شهرستان است. صنایع دستی چوبی و سفالی نیز به‌طور محدود انجام می‌شود.
بخش‌های صنعت با ۱٫۵٪، معدن حدود ۱٪، و گردشگری ۱٪ جزو بخش‌های کاملاً توسعه نیافته شهرستان می‌باشند. علیرغم تصویب و تملک اراضی و احداث برخی زیربناها در دو ناحیه صنعتی شکراب و قره قوچ، هنوز سرمایه‌گذاری قابل توجهی در این دو ناحیه صنعتی صورت نگرفته است؛ ولی یک مجموعه بزرگ تولید شیرآلات در روستای بیلداشی در حال احداث می‌باشد.

### تجارت و ارتباطات جاده‌ای
دو جاده اصلی اردبیل-بیله سوار و اردبیل-پارس‌آباد که به ترتیب از بخش مرکزی و بخش انگوت این شهرستان عبور می‌نماید، نیز نقش مهمی در توسعه آن داشته‌اند.
فاصله شهر گرمی از مرکز شهرستان‌های بیله سوار: ۵۵ کیلومتر، پارس‌آباد: ۹۵ کیلومتر، کلیبر: (از مسیر آبش احمد- آبگرم متعلق- کلیبر) ۱۴۹ کیلومتر، مشکین شهر: (از مسیر صلوات-لاهرود) ۱۰۷ کیلومتر، اردبیل: ۱۱۰ کیلومتر، نمین: ۱۳۲ کیلومتر، سرعین: ۱۴۰ کیلومتر، اهر: ۱۷۴ کیلومتر، آستارا: ۳۸۱ کیلومتر، زنجان: ۳۷۰ کیلومتر و فاصله هوایی آن با تهران ۴۹۶ کیلومتر و فاصله جاده‌ای آن با تهران از مسیر زنجان و سرچم ۷۰۲ کیلومتر و از مسیر آستارا ۸۸۹ کیلومتر است. همچنین این شهر در فاصله ۲۶۱ کیلومتری از باکو (مسیر بیله سوار- سلیان- آلات-باکو)، و ۲۶۱ کیلومتری از تبریز (مسیر مشکین شهر- قوشا-گرمی) قرار دارد. این شهرستان از طریق جاده فرعی انگوت- قره آغاج- آبیش احمد-کلیبر به شهر کلیبر و از چندین مسیر اصلی و فرعی دیگر به مشکین شهر وصل می‌شود.

## تقسیمات کشوری
شهرستان گرمی شامل ۲ بخش، ۷ دهستان و ۲ شهر به شرح زیر است:

### شهرستان گرمی
| بخش   | مرکز بخش | جمعیت بخش ۱۳۹۵ | نام دهستان   | مرکز دهستان | جمعیت دهستان ۱۳۹۵ | شهر  | جمعیت شهر ۱۳۹۵ |
| ----- | -------- | -------------- | ------------ | ----------- | ----------------- | ---- | -------------- |
| مرکزی | گرمی     | ۶۱٬۴۵۴ نفر     | اجارود غربی  | دیزج        | ۹٬۵۲۳ نفر         | گرمی | ۳۵٬۹۶۷ نفر     |
| مرکزی | گرمی     | ۶۱٬۴۵۴ نفر     | انی          | انی         | ۵٬۳۶۴ نفر         | گرمی | ۳۵٬۹۶۷ نفر     |
| مرکزی | گرمی     | ۶۱٬۴۵۴ نفر     | اجارود شمالی | شکرآب       | ۴۵۷۴ نفر          | گرمی | ۳۵٬۹۶۷ نفر     |
| مرکزی | گرمی     | ۶۱٬۴۵۴ نفر     | پائین برزند  | قاسم‌کندی    | ۳٬۷۲۲ نفر         | گرمی | ۳۵٬۹۶۷ نفر     |
| مرکزی | گرمی     | ۶۱٬۴۵۴ نفر     | اجارود مرکزی | حمزه خانلو  | ۲٬۳۰۴ نفر         | گرمی | ۳۵٬۹۶۷ نفر     |
| موران | زهرا     | ۱۵٬۰۱۹ نفر     | اجارود شرقی  | زهرا        | ۹٬۱۶۴ نفر         | زهرا |                |
| موران | زهرا     | ۱۵٬۰۱۹ نفر     | آزادلو       | آزادلو      | ۵٬۸۵۶ نفر         | زهرا |                |

## ایستگاه هواشناسی گرمی
ایستگاه هواشناسی گرمی از نوع سینوپتیک اصلی بین‌المللی ۱۲ ساعته بوده و در زمینی به مساحت یک هکتار در غرب شهرستان گرمی حد فاصل گرمی و شهرک ولیعصر واقع شده است.